# 鹰嘴豆
鹰嘴豆（学名：Cicer arietinum）又名馬豆、桃尔豆、鸡心豆、雞豆等，原产自东南土耳其，逐渐驯化扩展至黎凡特地区，目前是地中海、中东、印度菜系的主要成分；而于 2019 年，印度占全球鹰嘴豆产量的 70%。在欧洲食用鹰嘴豆也十分普遍，此食材時常出現在小說裡面，也是维吾尔医常用药材。因其形狀奇特，尖如鹰嘴，故得鷹嘴豆之名。
鹰嘴豆的淀粉具有板栗香味。白色的品種在口感和外型上都與蓮子相似。 鹰嘴豆粉加上奶粉制成豆乳粉，易于吸收消化，是婴儿和老年人的营养食品。鹰嘴豆还可以做成各种点心和油炸豆。籽粒可做利尿剂、催奶剂、可治疗失眠，预防皮肤病和防治胆病。淀粉广泛用于造纸工业和纺织工业。

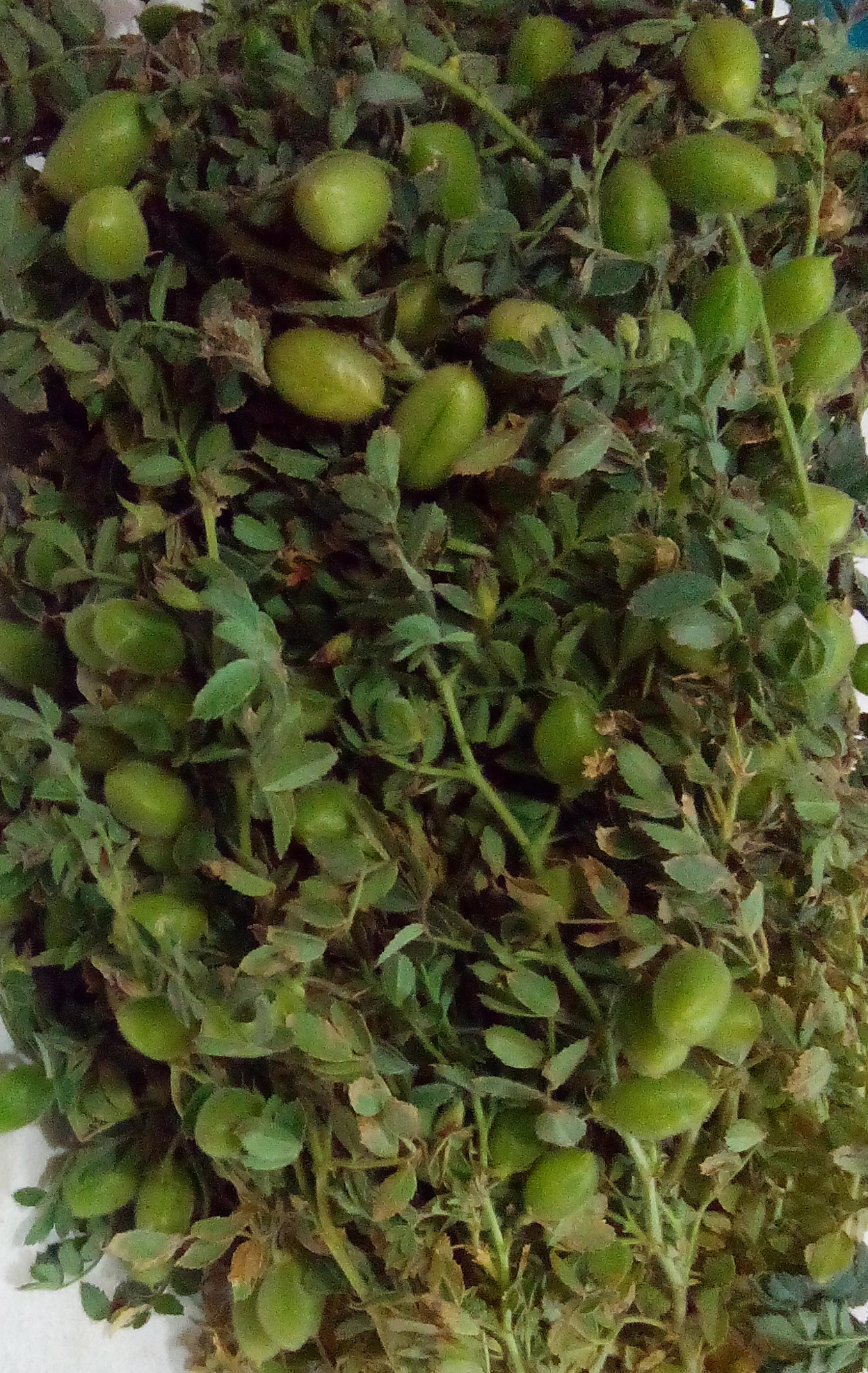
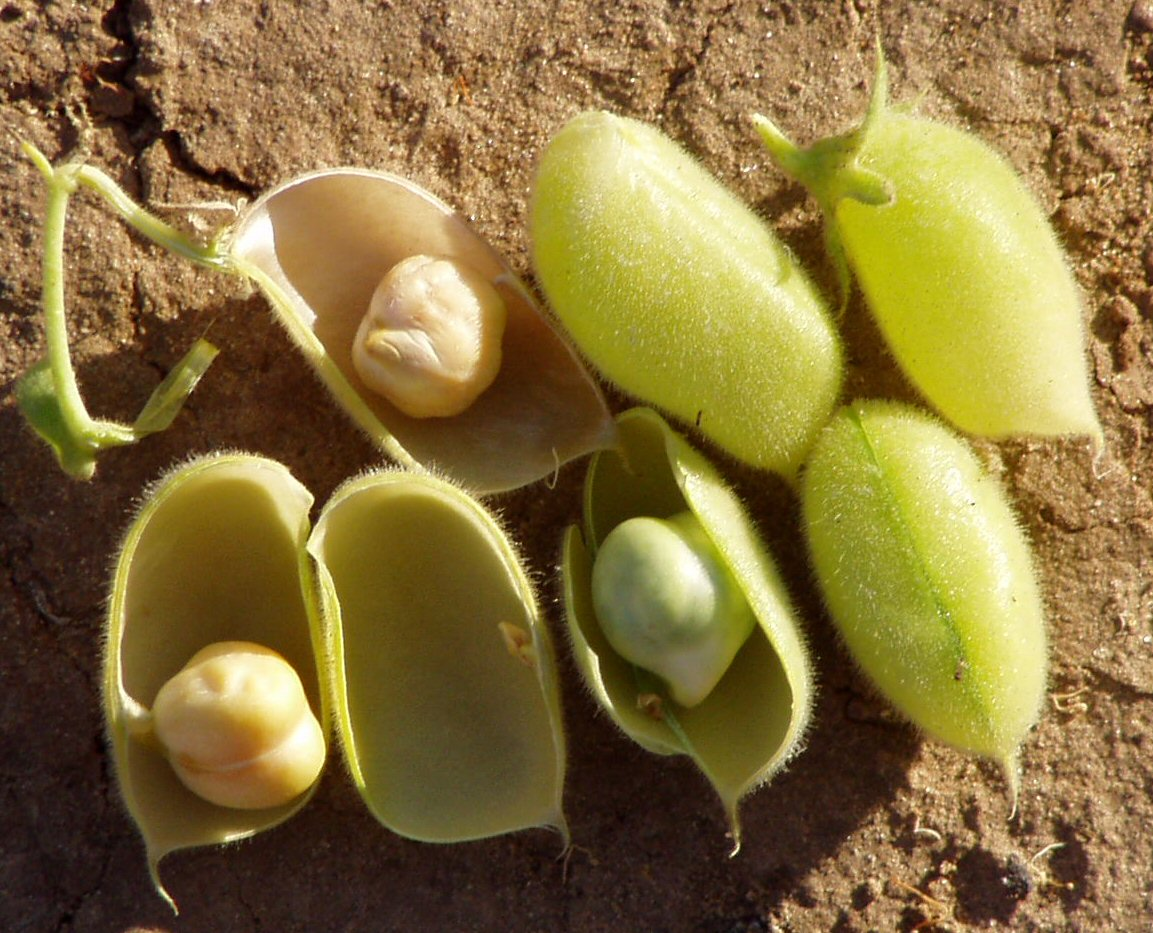
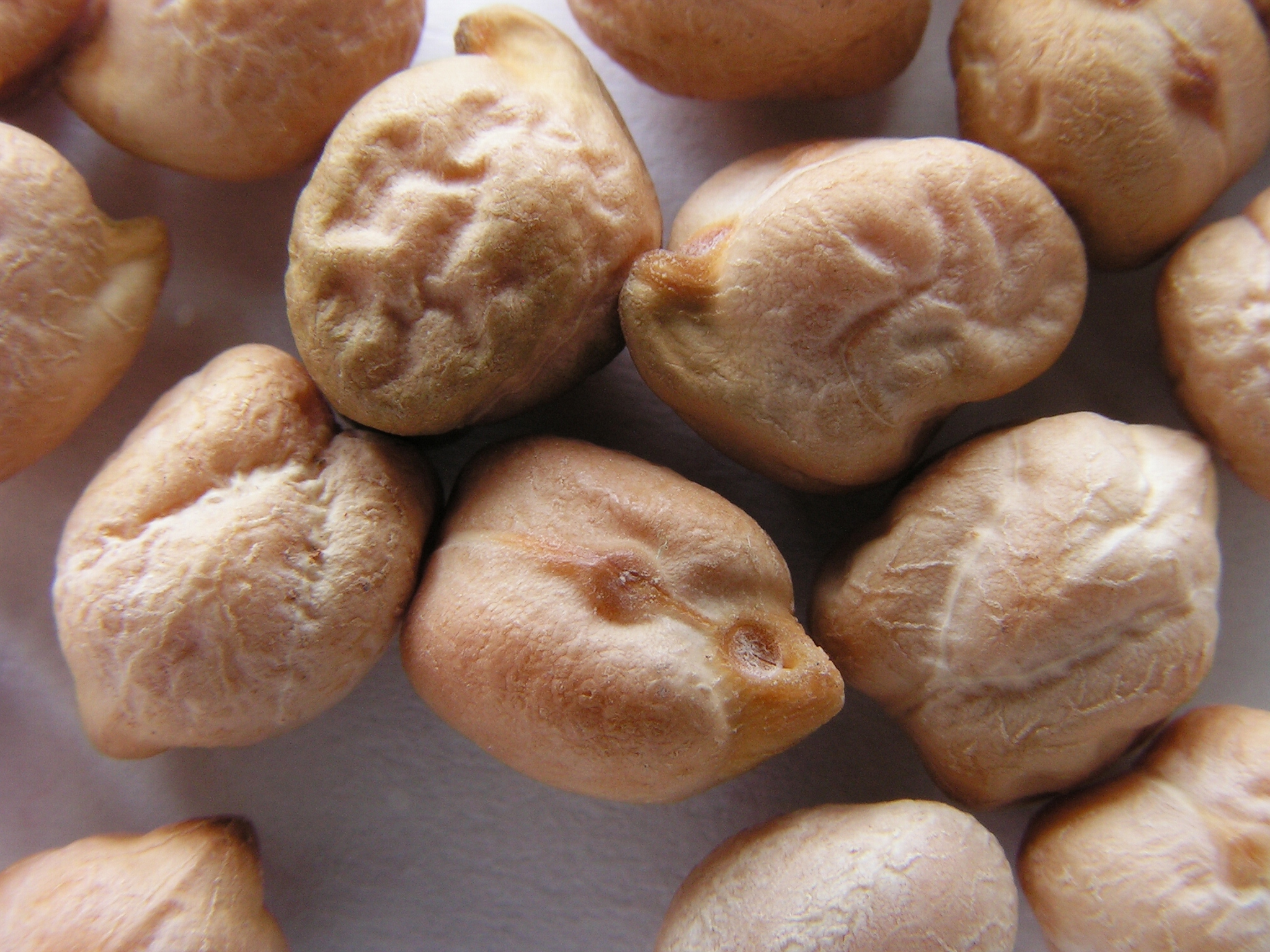

## 营养价值
鹰嘴豆有许多栽培品种，名称各异，例如：gram（Bengal gram）、garbanzo（garbanzo bean）、Egyptian pea 等等。鹰嘴豆属于高营养豆类植物，富含多种植物蛋白和多种氨基酸、维生素、粗纤维及钙、镁、铁等成份。其中纯蛋白质含量高达28％以上，脂肪5％，碳水化合物61％，纤维4－6％，鹰嘴豆含有10多种氨基酸，其中人体必需的8种氨基酸全部具备，而且含量比燕麦还要高出2倍以上。籽粒作为主食或甜食，也可炒熟食用，也可制作罐头或蜜饯等风味小吃，鲜豆做菜也可生吃。广泛适用于蒸、煮、炒或泡汤，是糖尿病、高血压和肾虚体弱者理想的健康食品。

## 參看
- 鷹嘴豆泥
- 馬豆糕